# Гатео-Сант'Анђело (Форли-Чезена)
Гатео-Сант'Анђело (итал. Gatteo-Sant'Angelo) је насеље у Италији у округу Форли-Чезена, региону Емилија-Ромања.
Према процени из 2011. у насељу је живело 5603 становника. Насеље се налази на надморској висини од 15 м.